# Elecciones locales de Turquía de 2014

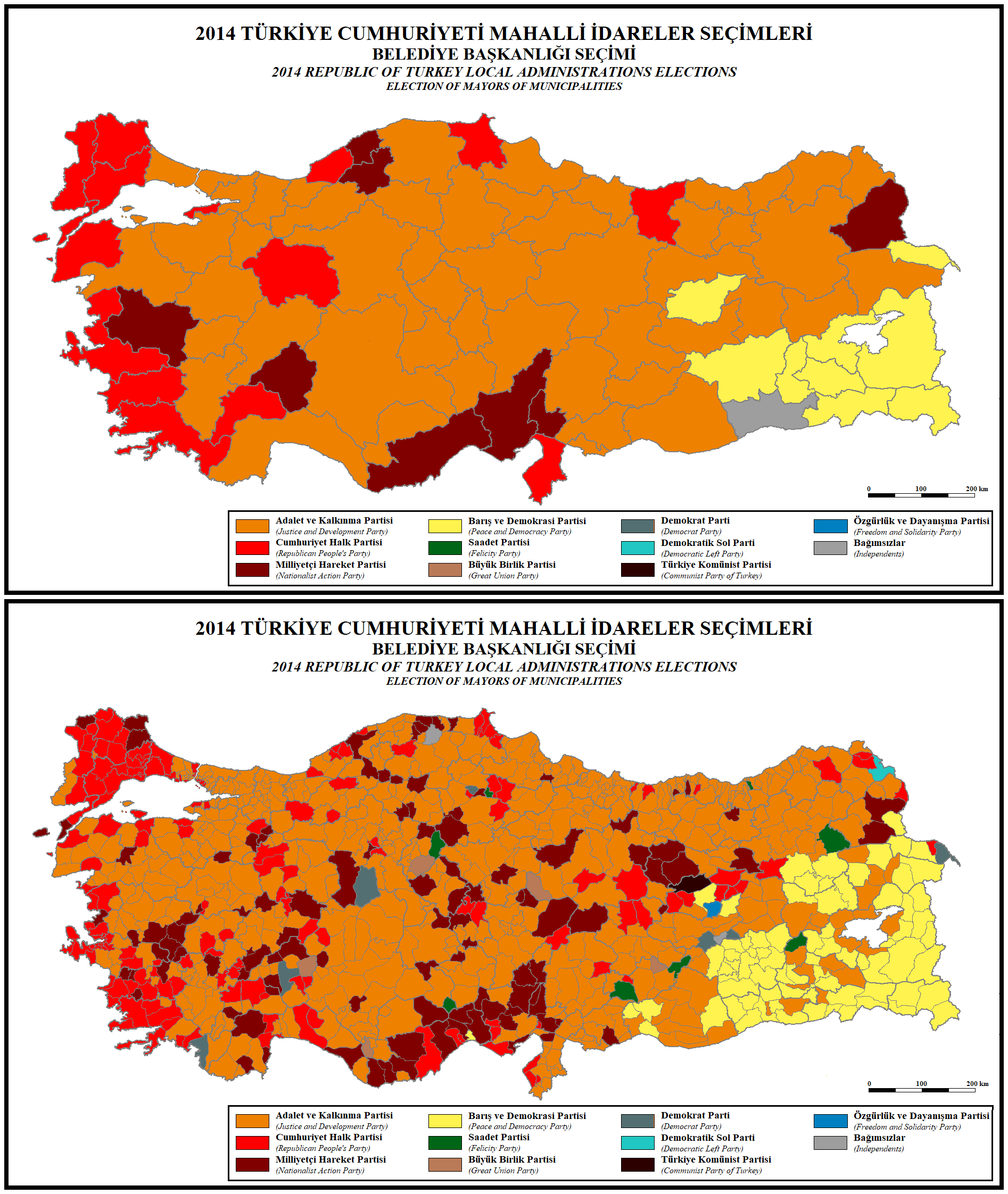

El 30 de marzo de 2014 fueron celebradas en Turquía elecciones locales (oficialmente: Elecciones generales de la autoridad local, en turco: Mahalli İdareler Genel Seçimi o simplemente Yerel Seçimleri). Se eligió a los alcaldes metropolitanos y de distrito, así como los consejos municipales y provinciales. En zonas rurales fueron elegidos los muhtares y los "consejos de ancianos" (en las zonas urbanas también fueron elegidos los mahalles). Debido a la controversia que rodeó a las elecciones, estas fueron vistas como un referéndum a Recep Tayyip Erdoğan. Alrededor de 50 millones de personas tuvieron derecho a voto.
Antes de las elecciones fue reformado el gobierno local, reduciéndose el número de cargos electos de 38 592 a 23 132. Los municipios de unos 1500 beldes (pequeñas localidades) fueron abolidos, por lo que el número de alcaldes electos fue reducido considerablemente respecto a las pasadas elecciones. La mayoría de provincias ya no elige un consejeros provinciales. Sin embargo, el número de áreas metropolitanas aumentó de 16 a 30.
El ganador de los comicios fue el Partido de la Justicia y el Desarrollo (AKP) del conocido presidente Erdoğan con un 42,87% de los votos, un total de 818 municipios y 11.309 concejales.
Las elecciones recibieron fuertes quejas sobre fraude electoral y corrupción gubernamental. Incluso se llegó a decir que la reorganización de 2013 se hizo simplemente en favor de los intereses del AKP. El líder de la oposición, el Partido Republicano del Pueblo (CHP), quien ocupó el segundo lugar con el 26,34%, 232 municipios y 4.320 concejales, anunció que iba a presentar quejas oficiales por manipulación de los resultados electorales.
Después de cambiar los gobiernos municipales, algunos municipios obtuvieron información sobre fraudes en las votaciones locales en su municipio, por lo que se dieron casos de manifestaciones pro-democracia, que acabaron en algunos municipios como Yalova y Ağrı por suponer la repetición de las elecciones el 1 de junio.

## Resultados
| Partido                 | Partido de la Justicia y el Desarrollo AKP | Partido Republicano del Pueblo CHP | Partido de Acción Nacionalista MHP | Partido de la Paz y la Democracia BDP Partido Democrático de los Pueblos HDP | Partido de la Felicidad SP | Partido de la Gran Unión BBP |
| Partido                 |                                            |                                    |                                    |                                                                              |                            |                              |
| Líder                   | Recep Tayyip Erdoğan                       | Kemal Kılıçdaroğlu                 | Devlet Bahçeli                     | Selahattin Demirtaş (HDP)                                                    | Mustafa Kamalak            | Mustafa Destici              |
| Alcaldes metropolitanos | 18 (60,0%)                                 | 6 (20,0%)                          | 3 (10,0%)                          | 2 (6,7%)                                                                     | 0 (0,0%)                   | 0 (0,0%)                     |
| Alcaldes metropolitanos | 18/30                                      | 6/30                               | 3/30                               | 2/30                                                                         | 0/30                       | 0/30                         |
| Alcaldes de distrito    | 800 (59,2%)                                | 226 (16,7%)                        | 166 (12,3%)                        | 97 (7,2%)                                                                    | 27 (2,0%)                  | 6 (0,4%)                     |
| Alcaldes de distrito    | 800/1351                                   | 226/1351                           | 166/1351                           | 97/1351                                                                      | 27/1351                    | 6/1351                       |
| Concejales              | 10,530 (51,4%)                             | 4,161 (20,3%)                      | 3,501 (17,4%)                      | 1,441 (7,0%)                                                                 | 411 (2,0%)                 | 165 (0,8%)                   |
| Concejales              | 10 530/20 498                              | 4141/20 498                        | 3501/20 498                        | 1441/20 498                                                                  | 411/20 498                 | 165/20 498                   |
| Consejeros provinciales | 779 (62,3%)                                | 159 (12,7%)                        | 174 (13,9%)                        | 129 (11,0%)                                                                  | 5 (0,3%)                   | 4 (0,2%)                     |
| Consejeros provinciales | 779/1251                                   | 159/1251                           | 174/1251                           | 129/1251                                                                     | 5/1251                     | 4/1251                       |

En las siguientes secciones se detallan los resultados de cada elección. Hay que tener en cuenta que el número de cargos electos disminuyó considerablemente desde las elecciones del 2009; por lo que las diferencias mostradas por partido no representan correctamente los resultados. El cambio de la proporción de cargos electos por partido es más significativo; aunque al haberse añadido o suprimido cargos en zonas donde algunos partidos tienen menores porcentajes de voto esta figura puede tener desproporciones.